# Перак
Перак (малайск. Perak / ڨيرق — «серебро», по схожему с серебром цвету олова) — султанат и один из 13 штатов федеративного государства Малайзия. Столица — город Ипох.  

## Общие сведения
Площадь штата Перак — 21 005 км². Население составляет 2 352 743 чел. (на 2010 год). Плотность населения — 112,01 чел./км² (2010). Доля городского населения — 58,7 %. Форма правления — конституционная монархия, султанат. Глава штата (с 29 мая 2014 года) — Султан Назрин Шах. Резиденция султана находится в городе Куала-Кангсар (Kuala Kangsar).

## Официальные символы
Флаг Перака представляет собой прямоугольное полотнище, состоящее из трёх горизонтальных равновеликих полос: верхней — белой, средней — жёлтой, и нижней — чёрной.
Белая полоса представляет правителя (малайск. Yang Di Per Tuan), жёлтая — «младшего правителя» (малайск. Raja Muda) и чёрная — первого министра (правителя-казначея малайск. Raja Bandahara), являющегося вторым по наследованию трона после «младшего правителя».

## География
Штат Перак расположен в Западной Малайзии, на побережье и в центральной части Малайского полуострова. На севере Перака проходят государственная граница с Таиландом и административная со штатом Кедах; на востоке — со штатами Келантан и Паханг; на юге — со штатом Селангор. На западе Перак омывается водами Малаккского пролива. Восточная граница Перака пролегает по горному хребту Банджаран Титивангса, в срединной своей части достигающем высоты 2183 метра (гора Корбу). Через всю территорию штата, с севера на юго-запад, протекает река Перак, впадающая в Малаккский пролив. Напротив устья этой реки, в проливе находится принадлежащий Пераку остров Пангкор. Центральные и северные районы штата гористые, здесь река Перак в своём верхнем течении образует цепочку горных озёр. На юге — болотистая низменность, плотно заросшая лесом и кустарниками.
Наиболее крупные города Перака: Ипох, Куала-Кангсар, Тапах, Кампар, Телок-Интан, Тайпинг.
В 1884 году в султанате Перак, в районе Кинта, было открыто крупнейшее в мире месторождение олова.

## История
В XVII столетии султанат Перак вёл длительные войны с голландцами, пытавшимися закрепиться на Малайском полуострове. В XVIII — начале XIX века Перак попадает под влияние соседнего Сиама. В 1826 году англичане захватили и превратили в свою колонию территорию Диндингс, находившуюся на западе султаната, на побережье Малаккского пролива. В то же время они противодействовали аннексии Перака Сиамом. В 1848 году в султанате начинается добыча олова, осуществляемая в первую очередь китайскими эмигрантами. Она сопровождается постоянными вооружёнными стычками между бандами, пытающимися контролировать рудники.
В 1874 году султан заключает на острове Пангкор договор с Англией, по которому Перак становится английским протекторатом. В 1896 году Перак, совместно с Селангором, Пахангом и Негри-Сембиланом, образуют контролируемую Англией Федерацию Малайских княжеств. В декабре 1941 года Перак был занят японскими войсками, которые были вытеснены англичанами в сентябре 1945 года. В 1957 году Перак входит в состав независимой Малайской Федерации, а в 1963 — Малайзии.

## Султаны Перака
- Музаффар-шах I (1529—1549), старший сын султана Малакки и Джохора Махмуд-шаха;
- Мансур-шах I (1549—1577), сын предыдущего;
- Ахмад Тадж ад-дин-шах (1577—1584), сын предыдущего;
- Тадж ал-Арифин-шах (1584—1594), брат предыдущего;
- Алааддин-шах (1594—1603), внук Ахмада Тадж ад-ди-шаха;
- Мукадам-шах (1603—1619), внук Ахмада Тадж ад-ди-шаха;
- Махмуд-шах I (1619—1630), брат предыдущего;
- Мансур-шах II (1619—1627), брат Аладдин-шаха;
- Салахаддин-шах (1630—1635) сын Махмуд-шаха I;
- Музаффар-шах II (1635—1654), зять Махмуд-шаха I;
- Мухаммад Искандар-шах (1654—1720), сын предыдущего;
- Алааддин Риайат-шах (1720—1728), сын предыдущего;
- Музаффар-шах III (1728—1754), брат предыдущего;
- Мухаммад-шах (1728—1750), брат предыдущего;
- Искандар Зул-Карнаин-шах (1754—1765), сын предыдущего;
- Махмуд-шах II (1765—1773), брат предыдущего;
- Алааддин Мансур Искандар-шах (1773—1786), брат предыдущего;
- Ахмадин-шах (1786—1806), брат предыдущего;
- Абдул-Малик Мансур-шах (1806—1825), сын предыдущего;
- Абдаллах Муаззам-шах (1825—1830), сын предыдущего;
- Шихаб ад-дин Риайат-шах (1830—1841), сын Раджи Ину, внук Ахмадин-шаха;
- Абдаллах Мухаммад-шах I (1841—1850), сын Раджи Абдул-Рахмана, внук Ахмадин-шаха;
- Джафар Муаззам-шах (1850—1865), сын Раджи Ахмада, внук Абдул-Малика Мансур-шаха;
- Али ал-Камил Риайат-шах (1865—1871), сын Шихаба ад-дина Риайат-шаха;
- Исмаил Муабидин-шах (1871—1874), сын Раджи Нандака, внук Ахмадин-шаха;
- Абдаллах Мухаммад-шах III (1874—1876), Джафара Муаззама-шаха;
- Юсуф Шариф-ад-дин Муфзал-шах (1876—1887), сын Абдаллаха Мухаммад-шаха I;
- Идрис Муршид ал-Азам-шах (1887—1916), сын Искандара, внук Раджи Ахмада, правнук Абдул-Малика Мансур-шаха (1806—1825);
- Абдул-Джалил-шах (1916—1918), сын предыдущего;
- Искандар-шах (1918—1938), брат предыдущего;
- Абдул-Азиз-шах (1938—1948), сын Раджи Муды Мусы, внук Джафара Муаззам-шаха (1850—1865);
- Юсуф Иззуддин-шах (1948—1963), сын Абдул-Джалил-шаха (1916—1918);
- Идрис ал-Мутаваккил-шах (1963—1984), сын Искандар-шаха (1918—1938);
- Азлан Мухибуддин Шах (1985—2014), сын Юсуфа Иззуддин-шаха;
- Назрин Муизуддин Шах (с 2014 года), старший сын предыдущего.

## Административное деление
Штат делится на 10 районов:
| №  | Район                    | Население, чел. (2009) |
| -- | ------------------------ | ---------------------- |
| 1  | Кинта                    | 846 300                |
| 2  | Ларут, Матанг Дан Селама | 320 100                |
| 3  | Манджунг                 | 247 200                |
| 4  | Хилир Перак              | 232 800                |
| 5  | Кериан                   | 196 500                |
| 6  | Батанг Паданг            | 191 900                |
| 7  | Куала Кангсар            | 176 000                |
| 8  | Перак Тенгах             | 116 500                |
| 9  | Хулу Перак               | 114 900                |
| 10 | Кампар                   | 98 534                 |

## Население
Как и везде в Малайзии, основные 3 группы населения в Пераке — это малайцы (54,7 % от общего числа жителей), китайцы (32 %) и индийцы — 13 %. Китайская эмиграция была довольно значительной уже в XV столетии, однако наибольшее количество китайцев и индийцев въехали в Перак в конце XIX века, законтрактованные для работы на оловянных рудниках и каучуковых плантациях. Среди китайцев преобладают выходцы из Юго-Восточного Китая, среди индийцев — тамилы. Китайцы заселяют довольно плотно прибрежную полосу штата, много их и среди городских жителей. Наиболее крупные колонии индийцев в городах Ипо и Тайпинг — по численности обитателей они уступают в Малайзии только индийской колонии в столице страны — Куала-Лумпуре.
В Пераке живут также малочисленные аборигенные народы — джакун, родственные чаоле Таиланда и селунам Мьянмы, а также относящиеся к малаккской языковой группе сенои и семанги. Джакун подразделяются на племена мантера, бидуанда, бланда, орангулу, орангканак и оранглаут. Семанги, представляющие собой также несколько племён кочевников (джагай, менра, менри, ланох, батег, сабуб) являются в расовом отношении низкорослыми негритосами. Джакун обитают в верховьях реки Перак, сенои — в центральной части штата и к северо-востоку от города Ито, семанги — в районе Балинга на границе с Таиландом.
Наиболее плотно заселены прибрежные районы штата, здесь плотность населения может достигать 300—400 человек на один км², а также районы оловянных разработок. Почти не заселены горные хребты, протянувшиеся по северо-западной и восточной границе штата.